# Oxylamia feai
Oxylamia feai är en skalbaggsart som beskrevs av Stefan von Breuning 1944. Oxylamia feai ingår i släktet Oxylamia och familjen långhorningar.
Artens utbredningsområde är Gabon. Inga underarter finns listade i Catalogue of Life.